# Танто
Танто (яп. 短刀 танто:, букв. «короткий меч») — кинжал самурая. Похож на маленькую катану.

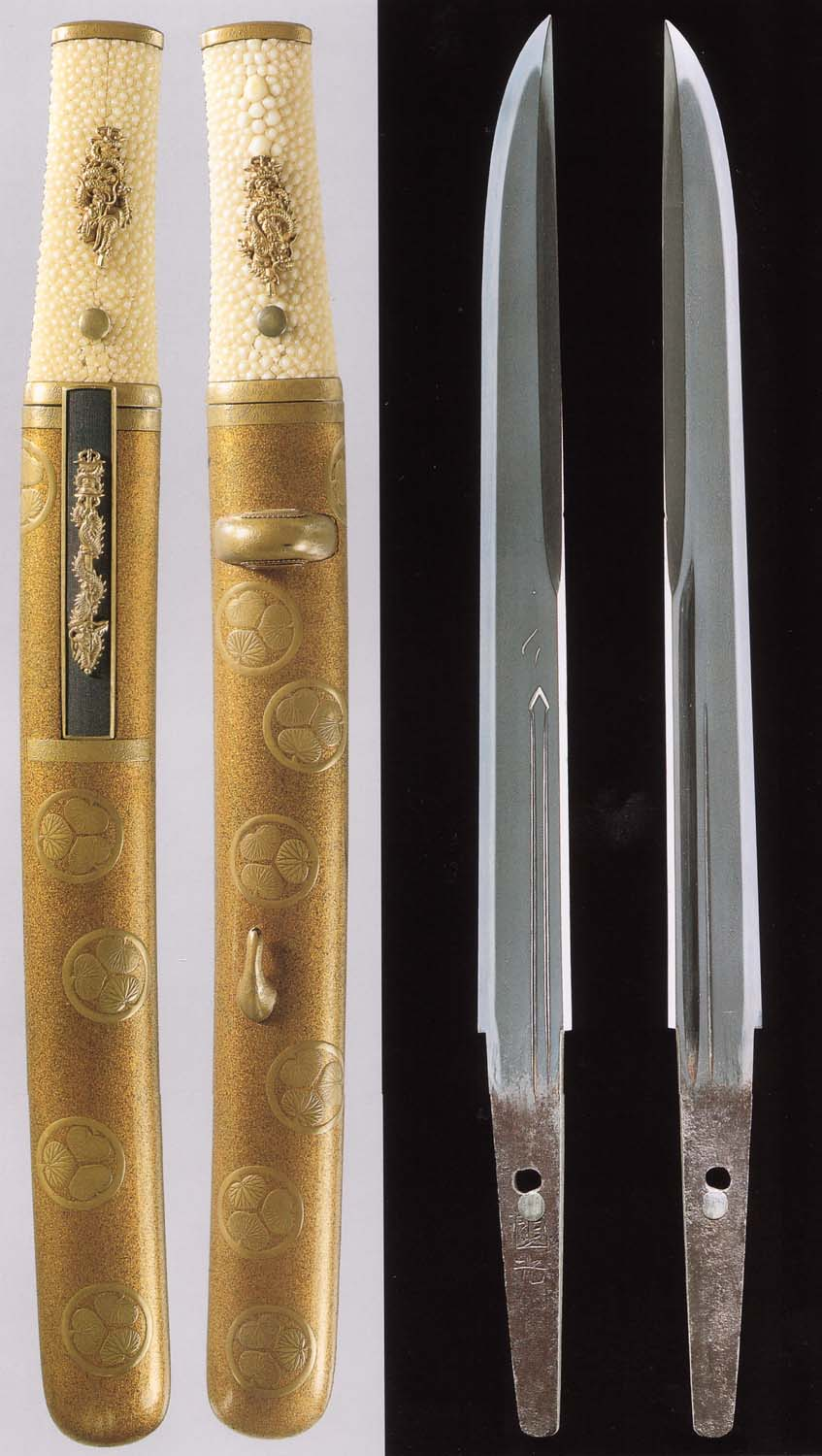
Танто в ножнах и его клинок

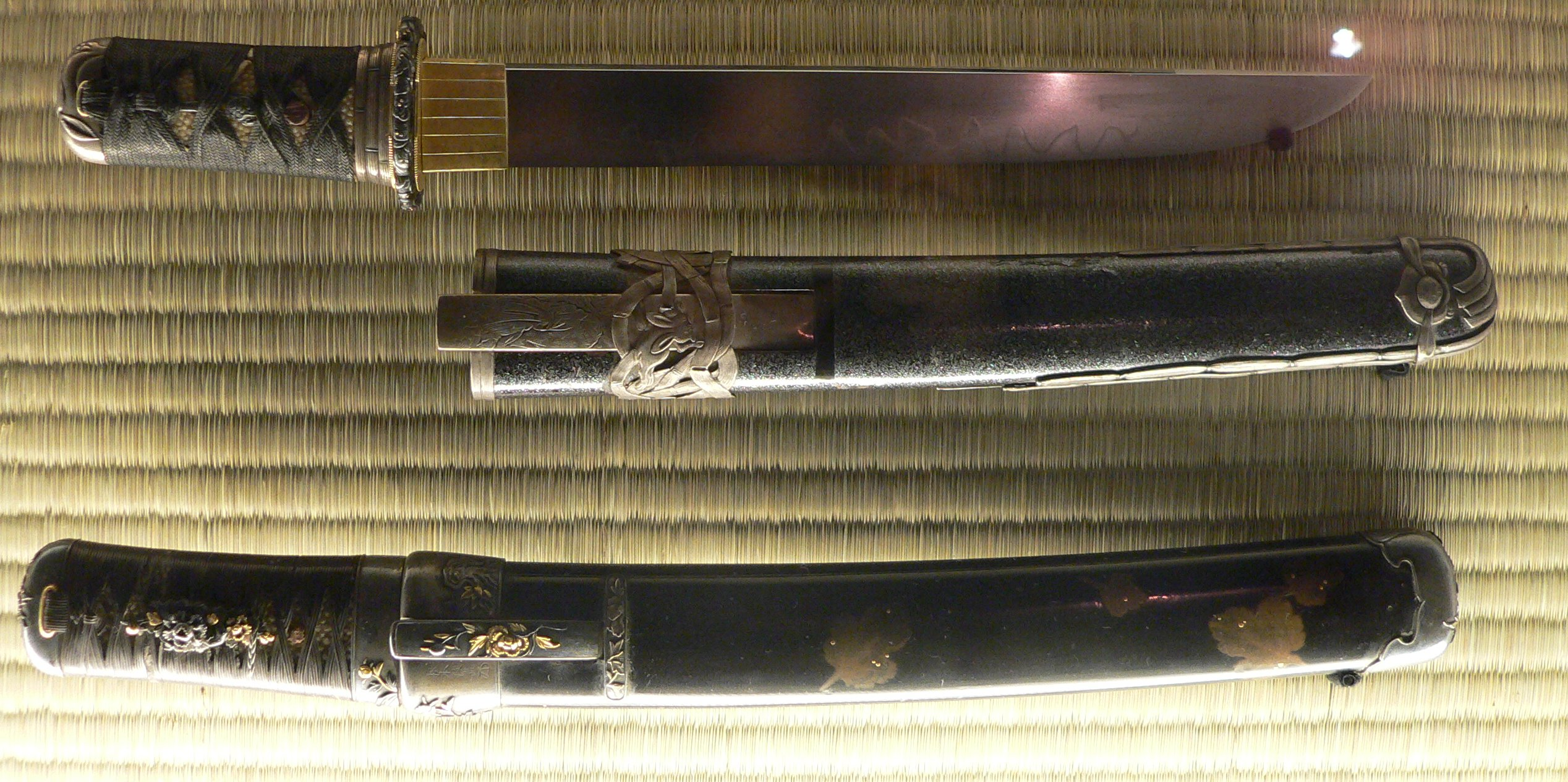
Два танто

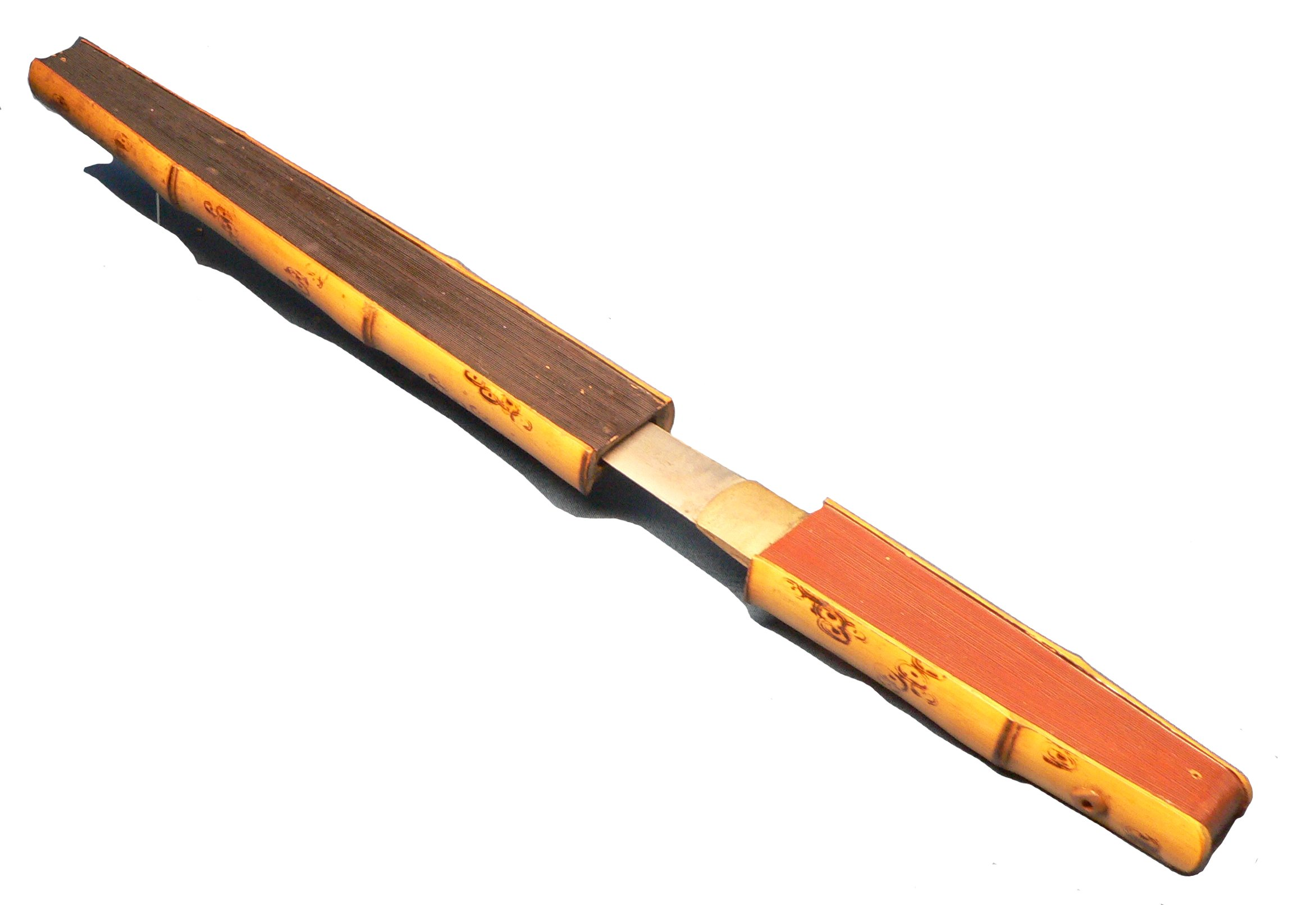
Танто, замаскированный под веер

«Тан то» для японцев звучит как словосочетание, поэтому они никак не воспринимают танто как просто нож (нож по-японски — хамоно (яп. 刃物 хамоно)).

## Изготовление и конструкция
Танто имеет односторонний, иногда обоюдоострый клинок длиной до 1 сяку (30,3 см) и общей длиной с рукоятью 30-50 см (обычно 35-45 см). Если длина клинка больше 1 сяку, то это короткий меч вакидзаси. Традиционно танто изготавливается из губчатого железа (тамахаганэ) и имеет характерный хамон, съёмную рукоять, крепящуюся к хвостовику бамбуковой шпилькой мекуги.
Танто куются обычно в стиле хира-дзукури, то есть плоскими, без ребра жёсткости, хотя встречаются экземпляры и с ребром жёсткости (мороха-дзукури, обоюдоострые).
Некоторые танто, имевшие толстый трёхгранный клинок, назывались ёроидоси и были предназначены для протыкания доспехов в ближнем бою.

## Применение
Танто использовался только как вспомогательное оружие (для добивания, отрезания голов, харакири и пр.) и никогда как нож — для этого существовал носимый в пару к танто или вакидзаси в специальных пазах их ножен маленький ножик когатана (часто неправильно называемый кодзука, хотя кодзука — только его рукоятка).
Танто использовались по большей части самураями, но его носили и доктора и торговцы, как оружие самообороны. Женщины высшего света порой также носили маленькие танто (называемые кайкэн), спрятанными в оби (поясе кимоно) для самозащиты или самоубийства. Так, при осаде замка Фусими вся семья владельца замка Тории Мототада покончила с собой, чтобы избежать плена, когда его главная крепость близ Киото пала после ожесточённой битвы. Это отчаянное коллективное самоубийство позднее стало символом самурайской чести и преданности. Окровавленные доски пола из комнаты, в которой умерли женщины и дети, позднее встроили в потолок близлежащего храма.
Кроме того, танто по сей день используется в свадебной церемонии членов императорской семьи.
Иногда танто носили в дайсё в качестве сёто (второго меча).
Муляж танто с деревянным, пластиковым, а иногда тупым металлическим клинком применяется для тренировок в таких боевых искусствах, как айкидо, дзюдо и каратэ.

## История
Считается, что танто, вакидзаси и катана это, фактически, «один и тот же меч разного размера». Первые танто появились в эпоху Хэйан и были лишены каких-либо признаков художественности.
За время войны Гэмпэй в танто стали видеть не только оружие, но и произведение искусства. Культура самураев к этому времени достигла своего расцвета. Когда эпоха Хэйан подходила к концу, комплект воина состоял из лука, нагината, длинного меча и танто.
В эпоху Камакура начали появляться высококачественные, искусно выполненные образцы, созданные, например, знаменитым Ёсимицу (самым известным мастером, который делал танто). Производство танто, достигшее значительных величин в эпоху Муромати, резко упало в период Синто («новых мечей»), и танто этого периода довольно редки. В период Син-Синто («новых новых мечей») на них снова возник спрос, и производство выросло, однако качество их невысоко.
Так произошло, поскольку в эпоху Момаяма роль танто как оружия, которое носили вместе с мечом, стало постепенно уменьшаться. В следующей эпохе Эдо, танто вообще перестали носить, потому его символическое значение практически сравнялось с утилитарным. Революция Мэйдзи свергла правителей сёгунов Токугава, и создала свою императорскую линию правления. Императорские придворные опять вернулись к старым традициям, которые существовали до правления Токугава, а также вернули моду на ношение танто.

## Культурное значение
По современным правилам в Японии танто признаётся национальным культурным достоянием — одним из вариантов ниппон-то или японского меча. Изготовлять танто могут только лицензированные мастера, из которых в Японии в настоящее время активно работают около 300 человек (всего после Второй мировой войны было выдано около 600 лицензий).
Каждый танто (как национальное достояние) должен быть лицензирован, в том числе и обнаруженные исторические танто. При этом танто, изготовлявшиеся в период Второй мировой войны в массовом порядке из серийной стали, лицензированию не подлежат и уничтожаются, как не имеющие культурной ценности и связи с национальными традициями.

## Разновидности

### Кусунгобу
Кусунгобу (рус. девять сун, пять бу) — японский ритуальный прямой тонкий кинжал длиной 29,7 см. На практике танто, мэтэдзаси и кусунгобу — одно и то же. С помощью этого кинжала осуществлялось ритуальное самоубийство самурая, харакири или сэппуку (буквально — вспарывание живота).

### Дос
Дос (яп. ドス) или Досу (яп. どす) — грубый кинжал, использовавшийся в качестве традиционного боевого оружия странствующими игроками (бакуто) и членами якудза до начала эпохи Сёва. Дос не имеет каких либо украшений: узоров и надписей. В отличие от танто, он изготавливался из той же стали, что и кухонные ножи, а внешне похож на нож для сашими. Его название произошло из сленга преступного японского мира и образовано от слова одосу (яп. おどす, букв. «напугать»).

## Иностранные вариации танто
За пределами Японии широко известны ножи, называемые «танто». Это ножи, которые сделаны в стиле самурайского короткого меча. Поскольку вне Японии о том, что такое танто, известно мало, производители называют этим словом почти всё что угодно. В частности, например, в США существует устоявшийся стереотип — американизированный «танто» с формой клинка с резким изломом линии режущей кромки к острию, своего рода отдельным мини-спуском у острия образующим ребро с основным спуском, что стандартам танто никак не соответствует. Более того, делают ещё такие «танто» с односторонними спусками, что в Японии практикуется для некоторых кухонных ножей: янагиба, дэба, ната (японского варианта мачете) и никогда для охотничьих ножей и, тем более, танто.